# スラージ

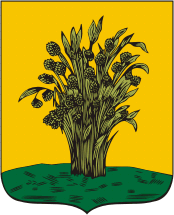
スラージの市章

座標: 北緯53度0分57秒 東経32度23分40秒 / 北緯53.01583度 東経32.39444度
スラージ（スラジ、露: Сураж、英: Surazh）は、ロシア西部のブリャンスク州にある町。人口は1万1176人（2021年）。州都ブリャンスクから南西175キロメートル。デスナ川低地に位置し、ソジ川の左支流イプチ川（Ипуть）が流れる。

## 歴史

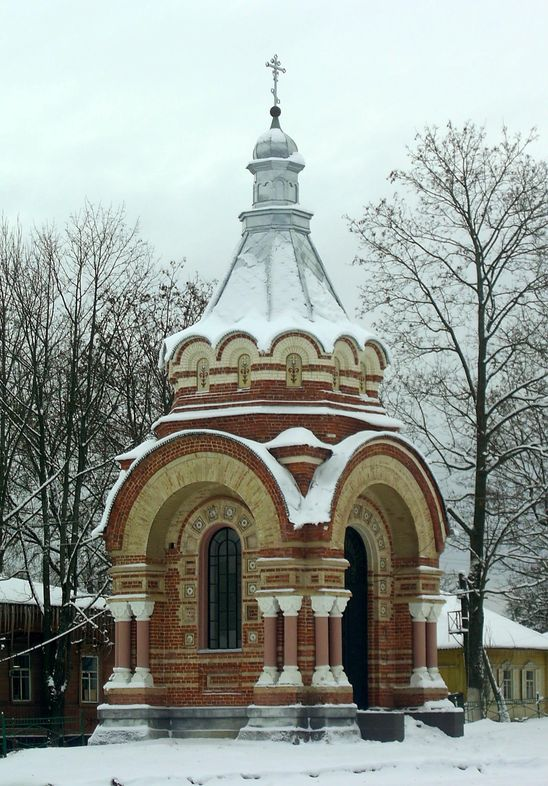
小さな聖堂

スラージは17世紀の文献にスラージチ（Суражичи）という聖堂のある小さな村として登場し、後にスロボダ（交易や工芸の行われる町）となった。1781年にスラージ＝ナ＝イプチ（Сураж-на-Ипути）の名で市となり、郡の中心地となった。1797年以来、「イプチ川沿いの」という後半の接尾辞が取れ、ただのスラージと呼ばれるようになっている。
第二次世界大戦（独ソ戦）では1941年8月17日にドイツ国防軍に占領されたが、1943年9月25日にブリャンスク攻勢を進める赤軍ブリャンスク戦線により奪還された。

## 文化
スラージ市内には歴史博物館がある。
スラージから8キロメートル東に離れたリャーリチ村（Ляличи）には、エカチェリーナ2世の寵臣だったピョートル・ザヴァドフスキーの地所の跡地が残る。ロシアで活躍したイタリア人建築家ジャコモ・クワレンギ（Giacomo Quarenghi）が設計して1780年代から1790年代に建てられた館や、英国式庭園などが部分的に残っている。

## 産業
スラージには食品工業、繊維工業、製材業などの軽工業が立地する。
1923年に開業したヴォルシャ＝クルィチャウ＝ウネチャ間の鉄道、およびクルィチャウ＝ウネチャ間の道路が通る。この道路を南にいくと、ウネチャで、ブリャンスクからポーチェプ・ウネチャ・クリンツィ・ノヴォズィプコフを通ってベラルーシ国境へ伸びるM13幹線道路につながっている。